# The Whistleblower
The Whistleblower é um filme canado-teuto-estadunidense de 2010, dos gêneros suspense e drama biográfico, dirigido por Larysa Kondracki, escrito por Kondracki e Eilis Kirwan, estrelado por Rachel Weisz. Inspirado em fatos reais, o filme conta a história de Kathryn Bolkovac, e estreou no Festival de Toronto. Foi distribuído nos cinemas nos Estados Unidos por Samuel Goldwyn Films, em agosto de 2011.

## Enredo
Kathryn Bolkovac (Rachel Weisz) é uma agente da polícia de Lincoln (Nebraska) que aceita um convite para trabalhar com a Polícia Internacional das Nações Unidas na Bósnia pós-guerra, em uma empresa britânica chamada Democra Segurança (um pseudônimo para DynCorp Internacional). Após atuar, com sucesso, durante o julgamento de uma mulher muçulmana que sofre violência doméstica, Kathryn se torna chefe do departamento de questões de gênero e trabalha no caso de Raya, uma jovem ucraniana  que  havia sido vendida pelo marido de sua tia a uma quadrilha de traficantes de mulheres. Raya consegue escapar, e Kathryn a encaminha para um abrigo de mulheres especialmente criado para as vítimas da escravidão sexual. A partir do caso de Raya, Kathryn descobre uma grande quadrilha, que atua no tráfico humano e na exploração sexual, da qual vários funcionários internacionais, inclusive dos EUA,  participavam. Quando Kathryn leva o escândalo à atenção da ONU, descobre que integrantes da própria organização encobriam esses crimes, a fim de proteger lucrativos contratos de segurança e defesa. Em meio a tudo isso, Kathryn encontra aliados em Madeleine Rees (Vanessa Redgrave) e Peter Ward (David Strathairn), autoridades que apoiam sua investigação.
Mas Kathryn acaba sendo demitida de seu emprego por "saber demais" e por se recusar a interromper sua investigação. Enquanto isso, Raya é recapturada por seus exploradores e encontrada morta, o que estimula Kathryn a persistir em sua luta para trazer o escândalo à tona. Ela e Ward, afinal, obtêm evidências de um oficial, que admite o escândalo, e ela denuncia o caso à BBC. Nos créditos finais do filme, informa-se que, após a saída de Kathryn, vários capacetes azuis foram mandados para a casa, embora nenhum tenha enfrentado acusações criminais em razão das leis de imunidade. É informado também que os EUA continuam a fazer negócios com empresas privadas (como Democra Segurança), envolvendo alguns bilhões de dólares, no Iraque ocupado e no Afeganistão.

## Elenco
- Rachel Weisz como Kathryn Bolkovac
- David Strathairn como Peter Ward
- Nikolaj Lie Kaas como Jan
- Anna Anissimova como Zoe
- Monica Bellucci como Laura Leviani
- Vanessa Redgrave como Madeleine Rees
- Benedict Cumberbatch como Nick Kaufman
- Roxana Condurache como Raya Kochan
- Liam Cunningham como Bill Haynes
- David Hewlett como Fred Murray
- William Hope como John Blakely